# Echinolittorina pascua
Echinolittorina pascua is een slakkensoort uit de familie van de Littorinidae. De wetenschappelijke naam van de soort is voor het eerst geldig gepubliceerd in 1970 door Rosewater.